# AUU 인터 방콕 FC
AUU 인터 방콕 FC(태국어: Đứi สโมสรฟุตบอล เอยูยู อินเตอร์ แบงค็อก)는 빠툼타니주에 연고를 두고 있는 태국의 세미프로 축구 클럽이다. 2015년에 '방콕 유니버시티 데포 FC'라는 이름으로 설립 되었다. 현재는 타이 리그 3에 소속되어 있다.